# Лайош Кошут
Лáйош Кóшут (угор. Kossuth Lajos, словац. Ľudovít Košút) (19 вересня 1802, Монок, Боршод-Абауй-Земплен — 20 березня 1894, Турин) — угорський державний діяч, революціонер, юрист, прем'єр-міністр і правитель-президент Угорщини в період Угорської революції 1848—1849, національний герой країни.

## Біографія

### Походження
Лайош Кошут народився в збіднілій земанській родині, в невеликому містечку Монок (комітату Земплін; нині — на території медьє Боршод-Абауй-Земплен) і був старшим з чотирьох дітей. Рід Кошутів відомий з XIII століття, коли його представники отримали маєтки в західній Словаччині. Один із маєтків Кошутів знаходився в селі Кошути — нині це частина міста Мартіна. Очевидно, весь рід Кошутів по батьківській лінії був слов'янського походження і належав до числа етнічних словаків. Навіть рідний дядько Лайоша Кошута — Юрай Кошут — був затятим словацьким націоналістом. Мати Кошута — Кароліна Вебер — походила з німецьких лютеран, тобто також не була мадярка. Проте, сам Кошут був полум'яним патріотом Угорщини і фактично лівим шовіністом. Він навіть заперечував існування словацької нації.

### Життя та діяльність
Здобув юридичну освіту, працював повіреним, помічником депутата національного парламенту в Братиславі. Редагував газету «Pesti Hirlop» (1841—1844). У 1847 році заснував Опозиційну партію, від якої був обраний депутатом від комітату Пешт.
Під час революційних подій в Угорщині очолив у вересні 1848 року Комітет захисту батьківщини, який у жовтні 1848 року став фактично урядом. У травні — серпні 1849 року — верховний правитель (диктатор) Угорщини. Ініціатор створення угорської національної армії (липень 1848 року), видання Декларації незалежності (квітень 1849 року), яка оголосила про позбавлення влади Габсбургів. Після придушення угорської революції військами Росії емігрував спочатку до Османської імперії, а в 1851 році — до Англії, згодом до США та Італії.
В еміграції займався публіцистикою, закликав до звільнення Угорщини від влади Австрії. Виступав за створення федерації у складі Угорщини, Сербії, Хорватії та Румунії. Для цього спілкувався з національними емігрантськими колами цих країн.
Тісно контактував з італійським революціонером Дж. Мадзіні.
У 1859 році під час загострення відносин між Францією і Австрією, на пропозицію французького імператора Наполеона III почав готувати антиавстрійське повстання в Угорщині. Став одним із засновників Угорського національного управління (угорського уряду в екзилі). Але через підписання у липні 1859 року між Францією і Австрією перемир'я ці плани не були здійсненні.
Проживав в Італії. Засуджував угорських діячів, які підписали у 1867 році угоди про створення двоєдиної монархії — Австро-Угорщини.

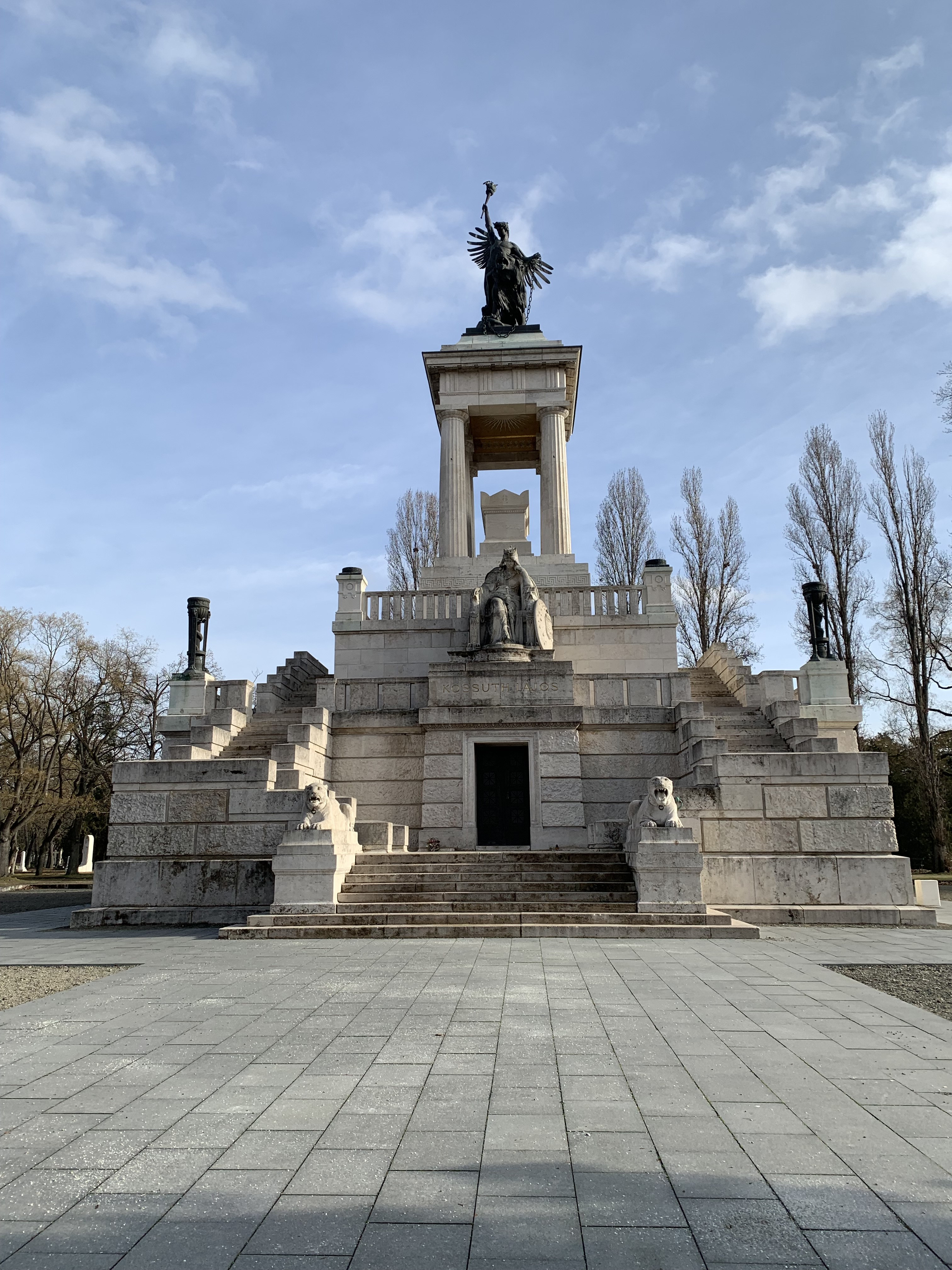
Мавзолей Лайоша Кошута на кладовищі Керепеші,Будапешт.

Останні роки життя тяжко хворів, жив у бідноті та самотності.

## Вшанування пам'яті
У 1849 році на сучасній площі Ш. Петефі в Ужгороді (територія Угорщини на той час) був встановлено прижиттєвий пам'ятник.
В Угорщині були випущені монети у честь Кошута:
- у 1947 — срібна монета у 5 форинтів[12]
- у 2002 — до 200-річчя з дня народження монету у 100 форинтів[13]
- Вулиця Лайоша Кошута у містах Дніпро, Кривий Ріг, Мукачево, Тячів, Ужгород, селах Гать, Ракошино, Косонь.